# Epiroc AB
Epiroc AB (ранее Atlas Corpo)— мировой производитель высокотехнологичного оборудования для горнодобывающей промышленности и инфраструктурного строительства. Штаб-квартира расположена в Стокгольме, Швеция. Производственные мощности сосредоточены в стратегических регионах: Швеция, США, Канада, Австралия, Китай, Индия, Япония, Германия.
18 июня 2018 года вышла на Стокгольмскую фондовую биржу.

## История
Компания ведёт свою историю от Atlas Copco, основанной в 1873 году в Стокгольме, где начали производство буровых станков в 1905 году. В январе 2017 года совет директоров Atlas Copco принял решение о разделении бизнеса, утверждённое годовым общим собранием акционеров, предусматривавшее выделение горнодобывающего и инфраструктурного направлений в отдельную компанию к 2018 году. Штаб-квартира расположена в Стокгольме.

### Сделки
Epiroc AB заключила соглашение о приобретении STANLEY Infrastructure (подразделение Stanley Black & Decker) за $760 миллионов. STANLEY Infrastructure специализируется на производстве навесного оборудования для экскаваторов (гидроножницы, захваты, уплотнители) и переносных гидравлических инструментов (труборезы, насосы), с фокусом на рынок Северной Америки. Сделка, ожидаемая к закрытию в первом квартале 2024 года, усилит позиции Epiroc в инфраструктурном и строительном сегментах. Прогнозируемый годовой прирост выручки Epiroc после приобретения составит порядка 400 миллионов евро.

## Продукция
Epiroc AB производит оборудование для горнодобывающей и инфраструктурной отраслей, включая:
- Буровые установки

- Инструменты для бурения горных пород

- Подземные грузовики и погрузчики

- Оборудование для бурения восстающих выработок

- Навесное гидравлическое оборудование для экскаваторов

- Технику для выемки горных пород[6]

- Инструменты для укрепления горных пород

- Системы вентиляции подземных шахт

Компания также предоставляет сервисные соглашения на обслуживание оборудования.